# Epamera diametra
Epamera diametra är en fjärilsart som beskrevs av Karsch 1895. Epamera diametra ingår i släktet Epamera och familjen juvelvingar. Inga underarter finns listade i Catalogue of Life.